# Spragueia leo
Spragueia leo är en fjärilsart som beskrevs av Achille Guenée 1852. Spragueia leo ingår i släktet Spragueia och familjen nattflyn. Inga underarter finns listade i Catalogue of Life.

## Bildgalleri

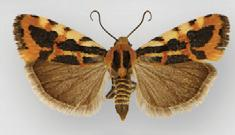